# Jan Grzebski
Jan Grzebski (1942 - 12 de diciembre de 2008) fue un trabajador del ferrocarril de 65 años, que entró en coma tras un accidente durante la era comunista en Polonia, recuperó la conciencia 19 años después, según los medios locales. Así, Jan Grzebski, a quien los doctores habían pronosticado entonces sólo dos o tres años de vida, se despertó en un país no comunista.
Al despertar, descubrió que tenía 11 nietos, fruto de los matrimonios de sus cuatro hijos, y que la Polonia que él recordaba había cambiado casi por completo.
"Cuando caí en coma sólo había té y vinagre en las tiendas, la carne era racionada y por todas partes había largas filas para obtener combustible", dijo Grzebski al describir sus memorias del sistema económico comunista. "Ahora veo a las personas en la calle con teléfonos móviles y hay tanta mercancía en las tiendas que me marea", agregó.
Grzebski indicó que recuerda vagamente las reuniones familiares a las que se le llevaba mientras estaba en coma, así como los intentos de su esposa e hijos de comunicarse con él.
Este hombre responsabilizó a su abnegada esposa Gertruda de su 'resurrección'. "Fue Gertruda quien me salvó", dijo Grzebski, en silla de ruedas. Durante los últimos 19 años, según ha comentado el doctor Boguslaw Poniatowski, ella se ocupó de cambiarle de posición cada hora para evitar los daños que supone el roce continuo del cuerpo con la cama.